# Cappie Pondexter
Cappie Pondexter (* 7. Januar 1983 in Oceanside, Kalifornien, Vereinigte Staaten) ist eine professionelle Basketball-Spielerin. Zuletzt spielte sie 2018 für die Indiana Fever in der Women’s National Basketball Association auf der Position des Shooting Guards.

## Karriere

### College
Cappie Pondexter spielte von 2002 bis 2006 für das Damen-Basketballteam der Scarlet Knights von der Rutgers University.

### Women’s National Basketball Association
Pondexter wurde im WNBA Draft 2006 von den Phoenix Mercury an der zweiten Stelle ausgewählt. In der Saison 2006 schaffte sie als Rookie den Sprung in das Western All-Star Team. Jedoch verfehlte sie mit den Mercury nur knapp die Playoffs. In der Saison 2007 beendete sie mit den Mercury die reguläre Saison auf den ersten Platz in der Western Conference. In den Playoffs schaffte sie es mit den Mercury bis in die WNBA-Finals, wo sie durchschnittlich 22 Punkten pro Spiel erzielte. Damit führte sie gemeinsam mit Diana Taurasi (19,8 Punkte, 6,0 Rebounds und 1,4 Steals) die Mercury nicht nur zu deren ersten WNBA-Meistertitel, sondern Pondexter wurde auch zum WNBA Finals MVP ernannt.
Nachdem die Saison 2008 ohne Playoff-Teilnahme geendet hatte, konnte Pondexter mit ihrer Leistung dazu beitragen, in der Saison 2009 den zweiten WNBA-Titel für das Team aus Phoenix zu holen. Vor der Saison 2010 wechselte sie im Rahmen eines Trades zu dem Team der New York Liberty. Sie spielte fünf Saisons für die Liberty. Wie schon in Phoenix stand sie auch in New York bei jedem Spiel, das sie bestritt, in der Startformation. Trotz ihr weiter guten Leistungen blieb der mannschaftliche Erfolg aus. In dieser Zeit wurden nur dreimal die Playoffs erreicht und dort nur eine Serie gewonnen.
Seit der Spielzeit 2015 spielt Pondexter für die Mannschaft der Chicago Sky. Dort konnte sie zweimal die Playoffs erreichen. Im Jahr 2016 stand sie erstmals in ihren WNBA-Karriere in einigen Spielen nicht der Startformation des Teams und ihre Einsatzzeiten sanken erstmals unter 30 Minuten pro Spiel. Diese Entwicklung setzte sich in der Spielzeit 2017 fort. Dort stand sie noch in 15 Spielen in der Startformation des Teams und erzielte erstmals in ihrer Karriere weniger als 10 Punkte pro Spiel. Außerdem verpasste sie erstmals mit den Sky die Playoffs.
Nach Ablauf ihres Vertrags bei den Chicago Sky unterschrieb Pondexter vor der Spielzeit 2018 einen Vertrag bei den Los Angeles Sparks. Nach 13 Spielen für die Sparks ohne ein Spiel in der Startformation wurde sie wieder entlassen. Kurz darauf unterschrieb sie als Free Agent einen Vertrag bis Saisonende bei den Indiana Fever. 
Vor der Saison 2019 beendete Pondexter ihre Basketballkarriere in der WNBA. Bis zu diesem Zeitpunkt bestritt sie in 13 WNBA-Saisons in der regulären Saison 416 Spiele, dabei stand sie 382 Mal in der Startformation und erzielte 6811 Punkte, 1520 Rebounds und 1578 Assists. In 38 Playoff-Partien (davon 36 in der Startformation) erzielte sie 714 Punkte, 137 Rebounds und 153 Assists.
Pondexter wurde für ihre Leistungen in der WNBA zum 15-jährigen Jubiläum der Liga im Jahr 2011 zu den WNBA's Top 15 Players of All Time gewählt. Sie ist ein siebenmaliger WNBA All-Star, wurde dreimal in das All-WNBA First Team berufen (2009, 2010, 2012) und einmal in das WNBA All-Defensive Team (2010). 2021 wurde sie unter die 25 Greatest Players in WNBA History gewählt. 2025 wurde sie in die Women’s Basketball Hall of Fame aufgenommen.

### Europa
In der Saisonpause der WNBA spielt Cappie Pondexter wie viele WNBA-Spielerinnen in Europa. Sie stand dabei für Teams aus der Türkei, Nord-Zypern und Russland auf dem Platz. Zuletzt spielte sie in der Saison 2016/17 dabei für das nord-zyprische Team der Universität Girne.

### International
Cappie Pondexter spielte schon früh im US-Nationalteam. 2001 erspielte sie mit dem Team den 3. Platz bei der Juniorenweltmeisterschaften der Damen 2001 und holte den Titel bei der Basketball-Weltmeisterschaften der jungen Damen 2003. Bei den Basketball-Amerikameisterschaft der Damen 2007 trug sie ihren Teil zu ihrem ersten Titelgewinn im Seniorenbereich bei. 2008 gewann sie bei den Olympischen Sommerspielen in Peking mit der US-amerikanischen Basketballnationalmannschaft die Goldmedaille.